# Memorial Marco Pantani 2019
Il Memorial Marco Pantani 2019, sedicesima edizione della corsa e valevole come evento dell'UCI Europe Tour 2019 e della Ciclismo Cup 2019 categoria 1.1, si è svolto il 21 settembre 2019 su un percorso di 199,8 km, con partenza da Castrocaro Terme e Terra del Sole e arrivo a Cesenatico, in Italia. La vittoria è stata appannaggio del kazako Aleksej Lucenko, il quale ha completato il percorso in 4h50'26", alla media di 40,22 km/h, precedendo l'italiano Diego Rosa e il francese Guillaume Martin.
Sul traguardo di Cesenatico 54 ciclisti, su 171 partiti da Castrocaro Terme e Terra del Sole, hanno portato a termine la competizione.

## Squadre e corridori partecipanti
| N.      | Cod. | Squadra                       |
| ------- | ---- | ----------------------------- |
| 1-7     | AST  | Astana Pro Team               |
| 11-17   | ITA  | Italia                        |
| 21-27   | EF1  | EF Education First            |
| 31-37   | MOV  | Movistar Team                 |
| 41-47   | TBM  | Bahrain-Merida                |
| 51-56   | TDD  | Team Dimension Data           |
| 61-67   | INS  | Team Ineos                    |
| 71-77   | UAD  | UAE Team Emirates             |
| 81-87   | ANS  | Androni Giocattoli-Sidermec   |
| 91-97   | BRD  | Bardiani CSF                  |
| 101-107 | NSK  | Neri Sottoli Selle Italia KTM |
| 111-117 | NIP  | Nippo-Vini Fantini-Faizanè    |
| 121-127 | VCB  | Vital Concept-B&B Hotels      |

| N.      | Cod. | Squadra                            |
| ------- | ---- | ---------------------------------- |
| 131-137 | GAZ  | Gazprom-RusVelo                    |
| 141-147 | TDE  | Total Direct Énergie               |
| 151-157 | WGG  | Wanty-Gobert Cycling Team          |
| 161-167 | CJR  | Caja Rural-Seguros RGA             |
| 171-177 | DMP  | Delko Marseille Provence           |
| 181-187 | PCB  | Team Arkéa-Samsic                  |
| 191-197 | AMO  | Amore & Vita-Prodir                |
| 202-207 | GTV  | Giotti Victoria-Palomar            |
| 211-217 | CPK  | Team Colpack                       |
| 221-227 | BHP  | BeltramiTSA Hopplà Petroli Firenze |
| 231-237 | SAN  | Sangemini-Trevigiani-MG.K Vis      |
| 241-247 | BIC  | Biesse Carrera                     |

## Ordine d'arrivo (Top 10)
| Pos. | Corridore         | Squadra      | Tempo    |
| ---- | ----------------- | ------------ | -------- |
| 1    | Aleksej Lucenko   | Astana       | 4h50'26" |
| 2    | Diego Rosa        | Ineos        | s.t.     |
| 3    | Guillaume Martin  | Wanty        | s.t.     |
| 4    | Simone Consonni   | UAE          | s.t.     |
| 5    | Sonny Colbrelli   | Bahrain-Me.  | s.t.     |
| 6    | Giovanni Visconti | Neri Sottoli | s.t.     |
| 7    | Francesco Gavazzi | Androni      | s.t.     |
| 8    | Alexis Guérin     | Delko Mar.   | s.t.     |
| 9    | Kristian Sbaragli | Italia       | s.t.     |
| 10   | Simone Velasco    | Neri Sottoli | s.t.     |